# Wirtschaft Kanadas
Kanada gehört zu den wohlhabendsten Ländern der Welt; es ist Mitglied der WTO, der OECD, des IWF, der Weltbank und der G7. Gemessen am Bruttoinlandsprodukt liegt Kanada mit 1.529,760 Mrd. US-Dollar auf dem zehnten Platz. Bei der Kaufkraftparität liegt es mit 1.682,503 Mrd. internationalen Dollar auf Platz 16, beim Bruttoinlandsprodukt pro Kopf mit 42.225 US-Dollar auf Platz 18 (Stand jeweils 2016). Im Global Competitiveness Index, der die Wettbewerbsfähigkeit eines Landes misst, belegt Kanada Platz 14 von 137 Ländern (Stand 2017–18). In der Rangfolge des vom Entwicklungsprogramm der Vereinten Nationen veröffentlichten Index der menschlichen Entwicklung, der auch nichtökonomische Faktoren berücksichtigt, lag Kanada 2016 auf dem zehnten Platz von 188 ausgewerteten Ländern.
Zwar gilt Kanada als soziale Marktwirtschaft, doch der wirtschaftliche Handlungsspielraum ist sehr groß; im Index für wirtschaftliche Freiheit der Heritage Foundation lag Kanada 2017 auf den siebten Platz und wurde höher bewertet als die meisten westeuropäischen Staaten.
Wie in anderen entwickelten Ländern wird die kanadische Volkswirtschaft durch den Dienstleistungssektor dominiert. Überdurchschnittlich hoch ist jedoch der Anteil des Primärsektors, was auf den Reichtum an natürlichen Ressourcen und deren Ausbeutung zurückzuführen ist. 
Der Außenhandel macht einen großen Teil der kanadischen Wirtschaft aus. Die Exporte betragen 36,7 % und die Importe 32,8 % des BIP. Bei weitem wichtigster Handelspartner sind die USA mit 76,4 % der Exporte und 65,0 % der Importe im Jahr 2007. Kanada belegt nach der EU, den USA, Japan und China den fünften Platz in der Weltaußenhandelsstatistik. Der Außenhandel ist weitgehend frei, nur in wenigen Schlüsselbereichen sind ausländische Investitionen auf Minderheitsbeteiligungen beschränkt.

## Wirtschaftssektoren

### Rohstoffe
Aufgrund des Rohstoffreichtums spielt der Bergbau eine bedeutende wirtschaftliche Rolle. Kanada ist der weltweit größte Produzent von Zink, Uran, Kaliumcarbonat, Kadmium, Schwefel und Nickel. Jeweils an dritter Stelle rangiert das Land beim Abbau von Aluminium, Titan, Kobalt, Molybdän, Gold und Blei. Rund 80 % der geförderten Rohstoffe werden exportiert, hauptsächlich in die USA.
Die mineralischen Vorkommen sind höchst unterschiedlich verteilt. So wird beispielsweise das gesamte kanadische Eisenerz in Neufundland und Labrador und im Nordwesten von Québec abgebaut. Der Gold- und Kupferabbau ist vor allem im Norden Ontarios verbreitet, der Kohlebergbau in Alberta, British Columbia und Nova Scotia. Der Abbau von Diamanten ist auf die Nordwest-Territorien konzentriert, der Uranbergbau auf Saskatchewan. Québec liefert einen Fünftel des weltweiten Bedarfs an Asbest, in Labrador befindet sich das weltweit größte Nickel-Vorkommen.

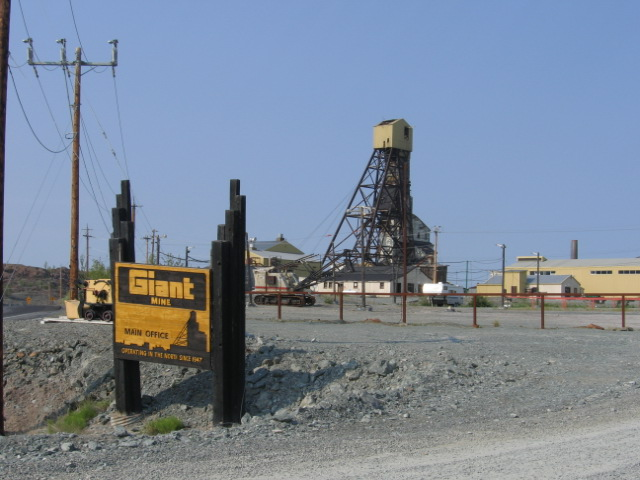
Die Giant-Mine bei Yellowknife in den Nordwest-Territorien

Dank der großen Waldflächen und des damit verbundenen, scheinbar unerschöpflichen Rohstoffpotenzials fällt der Forstwirtschaft eine wichtige Stellung zu. Diese ist vor allem in British Columbia, Ontario und Québec verbreitet. Kanada ist der weltweit größte Produzent von Holzschliff, Zellstoff, Papier und Pappe. Vor allem in den östlichen Provinzen wird Ahornsirup hergestellt, der ein typischer Bestandteil der nordamerikanischen Küche ist.
Die relativ große Abhängigkeit von natürlichen Ressourcen wirkt sich in verschiedener Hinsicht auf die Wirtschaft und Gesellschaft Kanadas aus. In den dünn besiedelten Gebieten des Nordens, wo die Landwirtschaft schwierig zu betreiben oder gar unmöglich ist, hängt die Existenz zahlreicher Siedlungen direkt von Mineralien- oder Holzvorkommen ab. Die ungleichmäßige Verteilung der Bodenschätze bewirkt das Herausbilden unterschiedlicher Wirtschaftsstrukturen, was zu einem stark ausgeprägten Regionalismus führt. Zugleich wird das Land als Ganzes durch den Export eng in die Weltwirtschaft eingebunden.

### Energie

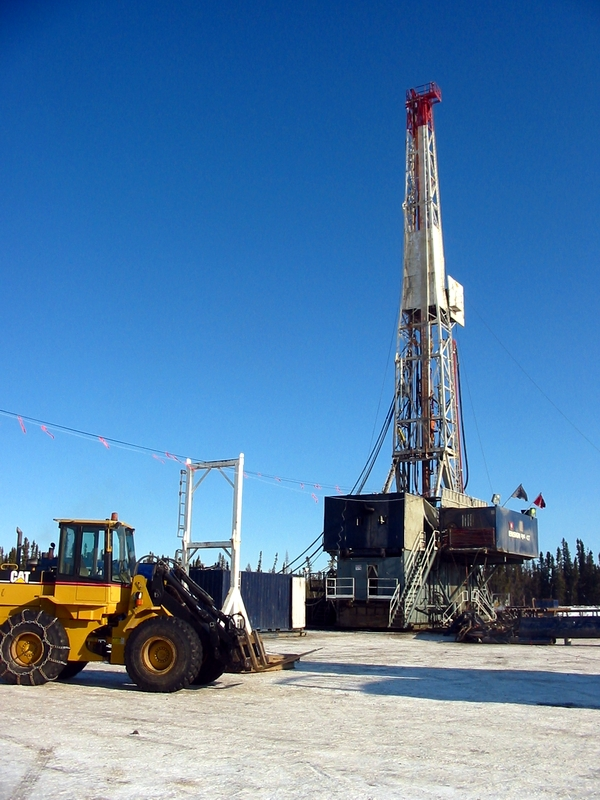
Ölbohrturm im Norden Albertas

Kanada ist eines der wenigen entwickelten Länder, das Netto-Exporteur von Energie ist. Am bedeutendsten sind die umfangreichen Vorkommen an Erdöl und Erdgas in Alberta (teilweise auch in den benachbarten Provinzen British Columbia und Saskatchewan). Mit den Athabasca-Ölsanden im Norden Albertas verfügt Kanada über die weltweit drittgrößten  Reserven an Erdöl nach Venezuela und Saudi-Arabien. Seit Beginn des 21. Jahrhunderts entwickeln sich die Atlantischen Provinzen, insbesondere Neufundland und Labrador, zu einem zweiten Zentrum der Erdöl- und Erdgasförderung (Offshore-Bohrungen). Das Erdöl wird in Pipelines transportiert, die Raffinerien befinden sich überwiegend in Edmonton, Montreal und Sarnia. In mehreren Provinzen, insbesondere Québec, British Columbia und Ontario, aber auch in Alberta und Manitoba, steht mit der Wasserkraft eine erneuerbare und relativ umweltfreundliche Energiequelle in großer Menge zur Verfügung. In Ontario befinden sich 16 der 18 aktiven Kernreaktoren des Landes.
Ein Spannungsfeld der kanadischen Innenpolitik ist die Tatsache, dass das größte Angebot an Energiequellen im eher dünn besiedelten Westen zu finden ist, während die größte Nachfrage im Süden Ontarios und Québecs besteht, wo nur wenige natürliche Energieressourcen vorhanden sind. Der Erdöltransport von Alberta in die USA ist billiger als in den Osten Kanadas, weshalb diese Provinzen große Mengen Erdöl importieren müssen. Um diese Diskrepanz auszugleichen, versuchte die Bundesregierung mit dem National Energy Program Alberta dazu zu zwingen, Erdöl zu günstigen Konditionen nach Ostkanada zu verkaufen. Das Programm schlug fehl, als die Erdölpreise Mitte der 1980er Jahre einbrachen.

### Landwirtschaft und Fischerei
→ Siehe auch: Weinbau in Kanada, Robbenjagd in Kanada, Walfang heute

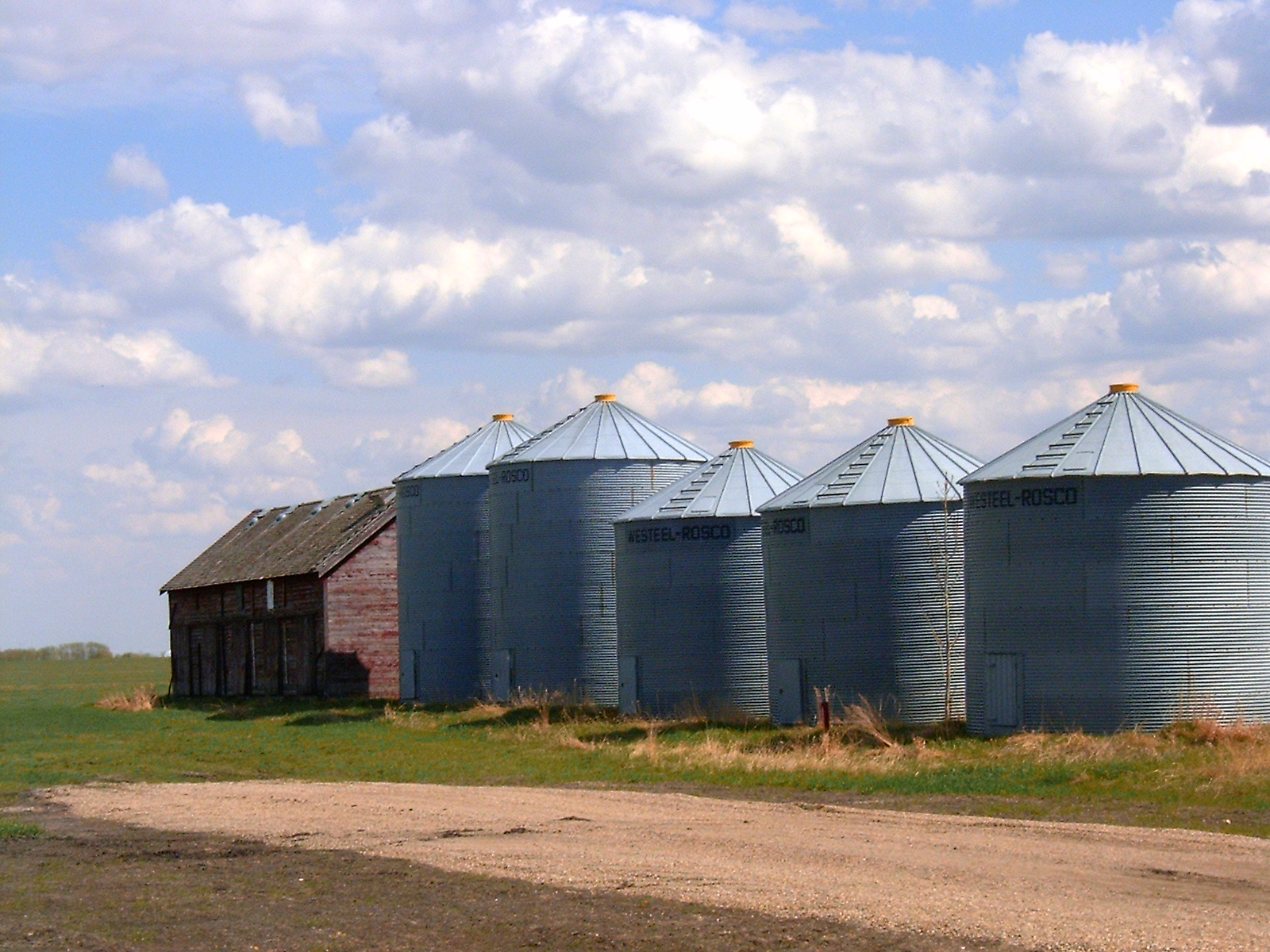
Getreidespeicher in Alberta

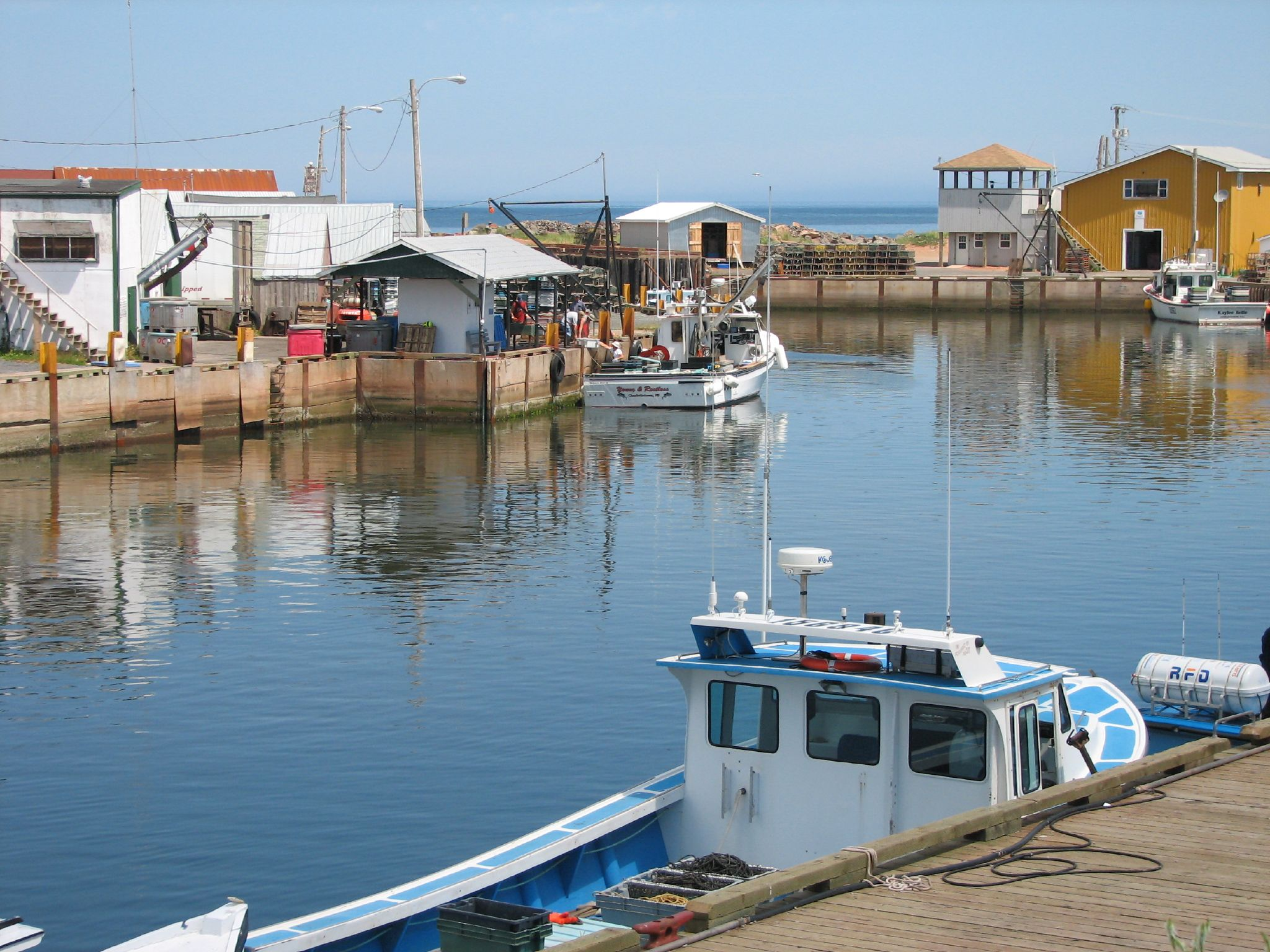
Fischereihafen auf Prince Edward Island

Obwohl nur 8 % der Staatsfläche landwirtschaftlich genutzt werden, ist Kanada einer der weltweit wichtigsten Exporteure landwirtschaftlicher Erzeugnisse. Die kanadische Landwirtschaft lässt sich in fünf Hauptgruppen unterteilen: Hauptsächlich für den Export bestimmt sind Getreide und Ölsaaten (34 % der Agrarerträge) sowie Fleischprodukte und lebendes Vieh (27 %). Für den Heimmarkt bestimmt sind Milchwirtschaft (12 %), Obst und Gemüse aus dem Gartenbau (9 %) sowie Geflügel und Eier (8 %). Die Betriebe sind in hohem Maße technisiert und mechanisiert. Während die Farmen in den Prärien im Durchschnitt eine Fläche von über 300 ha erreichen, umfassen die Betriebe in Ostkanada durchschnittlich weniger als 100 ha.
Im Gegensatz zu vielen anderen Ländern müssen sich die kanadischen Landwirte größtenteils ohne Subventionen der Regierung auf dem internationalen Markt behaupten. Lediglich Produkte, die für den Heimmarkt bestimmt sind, genießen einen Schutz durch Importzölle. Auffallend ist dabei die regionale Verteilung: Während die exportorientierten Zweige der Landwirtschaft in den Prärieprovinzen konzentriert sind, wird in den Provinzen im Osten hauptsächlich für den Heimmarkt produziert. Eine Ausnahme bildet dabei der in Ontario konzentrierte Weinbau (so ist Kanada der weltweit größte Exporteur von Eisweinen).
Die reichen Fischgründe des Pazifiks und des Atlantiks bilden die Grundlage der kanadischen Fischereiwirtschaft, die u. a. Lachs, Kabeljau, Amerikanischer Hummer und Hering exportiert. Führend ist hier dabei die Provinz Nova Scotia mit 30 % der Erträge, gefolgt von British Columbia und Neufundland (je 20 %). Die Neufundlandbank gehört zu den ertragreichsten Fischgründen der Welt. Zwar gibt es eine nicht unbedeutende Binnenfischerei, sie ist aber vorwiegend als Sportfischerei zu betrachten. Auch der Pelztierfang und die Pelztierzucht sind immer noch bedeutsam, jedoch stark rückläufig.

### Industrie
Auf der Basis seines Rohstoffreichtums hat Kanada eine breit gefächerte Industrie aufgebaut, deren Schwerpunkte im Automobil- und Flugzeugbau, in der Metallindustrie, in der Nahrungsmittelverarbeitung sowie in der Holz- und Papierverarbeitung liegen. Ebenfalls eine bedeutende Rolle spielen die chemische und die elektrotechnische Industrie, zunehmend auch der Hightech-Bereich. Historisch gesehen war die Industrie in Kanada gegenüber anderen Wirtschaftssektoren jedoch stets nachrangig, wenn auch keineswegs unbedeutend. Aus diesem Grund war das Land in den 1970er- und 1980er-Jahren weitaus weniger stark von der Deindustrialisierung betroffen als andere Industrienationen.
Rund drei Viertel aller Industriebetriebe liegen in den Provinzen Ontario und Québec. Dort ist vor allem die Endfertigung konzentriert, während in den übrigen Provinzen die Zwischenverarbeitung von Rohstoffen dominiert. Eine bedeutende Rolle spielen Zweigbetriebe der amerikanischen und japanischen Automobilindustrie sowie Zulieferbetriebe. Attraktiv für diese Konzerne ist der hohe Bildungsstand bei gleichzeitig etwas geringerem Lohnniveau als in den USA. Eigenständige kanadische Industriekonzerne sind in der Minderheit.

### Dienstleistungen

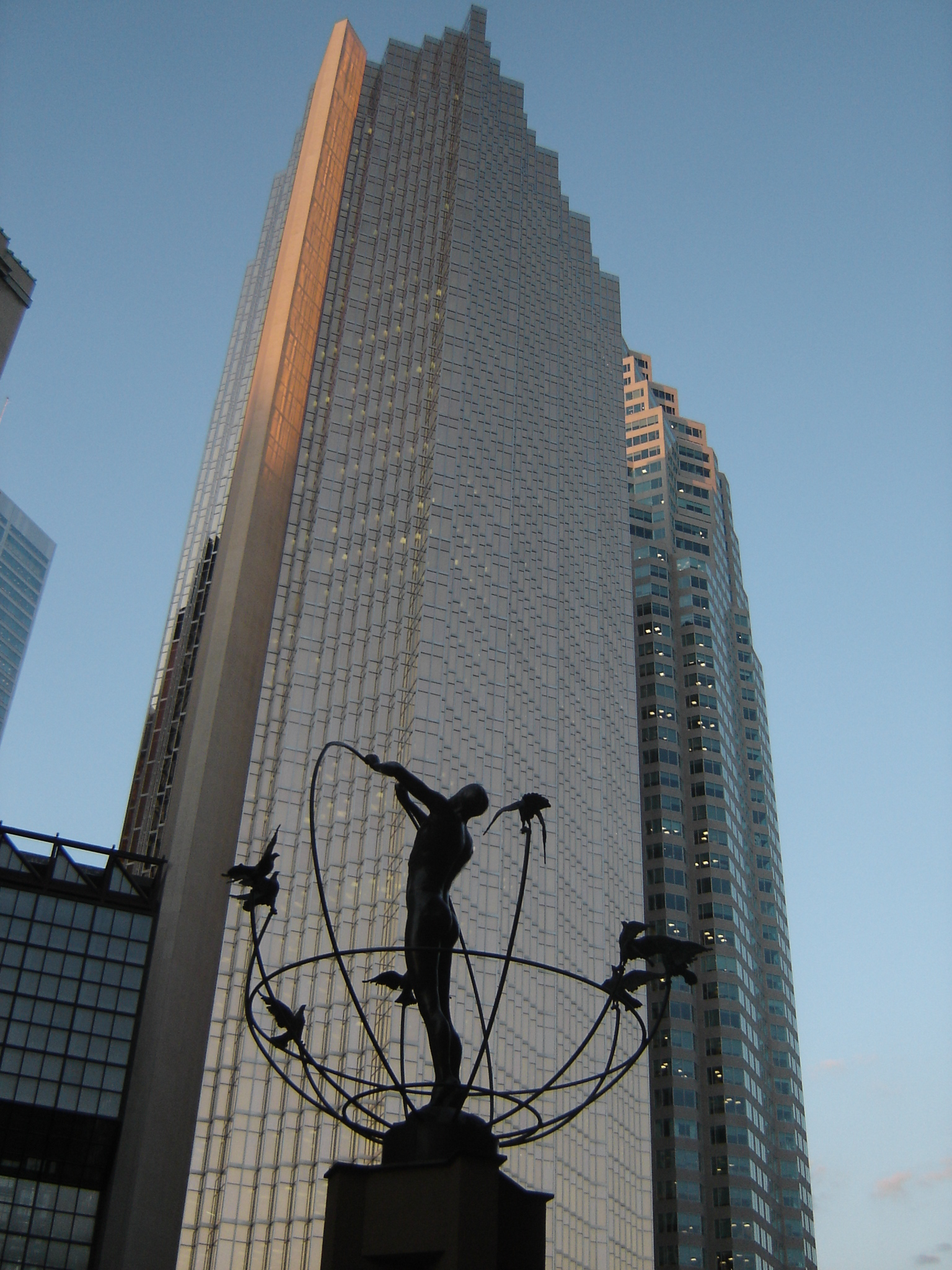
Hauptsitz der Royal Bank of Canada, des größten Unternehmens des Landes

Der Dienstleistungssektor ist vielfältig. Er beschäftigt rund drei Viertel aller Erwerbstätigen und erwirtschaftet etwa zwei Drittel des Bruttoinlandprodukts. Den größten Anteil nimmt dabei der Groß- und Einzelhandel ein, gefolgt vom Finanzwesen, wozu Banken, Versicherungen und Immobilien gehören. Dieser Teil der Wirtschaft konzentriert sich in großen städtischen Zentren wie Toronto, Calgary und Montreal. Sieben der zehn größten kanadischen Unternehmen sind im Banken- und Versicherungsbereich tätig.
Ebenfalls von großer Bedeutung sind das Bildungs- und das Gesundheitswesen, die beide fast gänzlich der Kontrolle des Staates unterliegen. Eine immer wichtigere Rolle nehmen die Informationstechnik und die Unterhaltungsbranche ein. Der Tourismus ist der fünftgrößte Wirtschaftszweig des Landes, wobei die überwiegende Mehrheit der Touristen aus den USA stammt.

#### Finanzmarkt
Das Land führt einige Wertpapierbörsen und Handelsplätze. Die beiden bekanntesten sind die Toronto Stock Exchange und die Canadian Securities Exchange. Der Leitindex der Volkswirtschaft ist der S&P/TSX 60 und der S&P/TSX Composite Index.

## Währung
Die nationale Währung Kanadas ist der Kanadische Dollar, der von der Bank of Canada ausgegeben wird. Ein Dollar wird in 100 Cents unterteilt. Die nachfolgende Tabelle zeigt die durchschnittlichen Wechselkurse der letzten Jahre. Auffallend ist vor allem die markante Wertsteigerung gegenüber dem US-Dollar.
| Jahr | 1 USD    | 1 EUR    | 1 CAD     | 1 CAD   |
| ---- | -------- | -------- | --------- | ------- |
| 2000 | C$ 0,674 | C$ 0,730 | US$ 1,485 | € 1,373 |
| 2001 | C$ 0,646 | C$ 0,722 | US$ 1,549 | € 1,389 |
| 2002 | C$ 0,637 | C$ 0,676 | US$ 1,570 | € 1,485 |
| 2003 | C$ 0,716 | C$ 0,633 | US$ 1,401 | € 1,583 |
| 2004 | C$ 0,770 | C$ 0,619 | US$ 1,301 | € 1,617 |
| 2005 | C$ 0,826 | C$ 0,665 | US$ 1,212 | € 1,510 |
| 2006 | C$ 0,882 | C$ 0,703 | US$ 1,135 | € 1,425 |
| 2007 | C$ 0,936 | C$ 0,682 | US$ 1,074 | € 1,469 |

## Regionale Unterschiede
Die kanadischen Provinzen und Territorien verzeichnen durchwegs hohe BIP-Werte, doch bestehen unter diesen große Unterschiede. Die bevölkerungsreichste Provinz Ontario allein wäre – verglichen mit anderen Ländern – auf Platz 25 der größten Volkswirtschaften der Welt. Die BIP-Werte der Territorien sind mit jenen kleinerer Inselstaaten vergleichbar, aber auch kleiner als jene zahlreicher kanadischer Städte.
Es bestehen auch große Unterschiede beim BIP pro Kopf. Hauptsächlich wegen der Erdölindustrie ist dieser Wert in Alberta mehr als doppelt so hoch wie in Prince Edward Island. Um dieses Ungleichgewicht auszugleichen, sammelt die Bundesregierung Ausgleichszahlungen von den reicheren Provinzen (insbesondere Ontario und Alberta) und verteilt diese an die ärmeren. In absoluten Zahlen ist Québec seit jeher der größte Empfänger von Ausgleichszahlungen. In der Mitte der Bandbreite liegen British Columbia und Saskatchewan, die häufig zwischen Bezahlen und Empfangen wechseln. Neufundland und Labrador, traditionell eine wenig wohlhabende Provinz, erlebte seit Beginn des 21. Jahrhunderts aufgrund mehrerer Offshore-Erdölförderprojekte ein weit höheres BIP-Wachstum als der Landesdurchschnitt und wird deshalb ab dem Fiskaljahr 2008 keine Ausgleichszahlungen mehr erhalten. Das BIP der Territorien beruht auf einen überdurchschnittlich hohen Anteil von Ausgleichszahlungen, wegen der weit höheren Lebenshaltungskosten im arktischen Klima des Nordens.
Vergleich der Provinzen und Territorien (Wertangaben in kanadischen Dollar)
| Provinz oder Territorium | BIP in Mill. (2007) | Anteil in % | BIP pro Kopf (2007) | BIP (PPP) pro Kopf (2005) |
| ------------------------ | ------------------- | ----------- | ------------------- | ------------------------- |
| Alberta                  | 259.941             | 16,97       | 74.825              | 69.789                    |
| British Columbia         | 190.214             | 12,42       | 43.425              | 41.689                    |
| Manitoba                 | 48.586              | 3,17        | 40.942              | 38.001                    |
| New Brunswick            | 26.410              | 1,72        | 35.223              | 33.664                    |
| Neufundland und Labrador | 29.034              | 1,90        | 57.345              | 47.520                    |
| Nova Scotia              | 33.296              | 2,17        | 35.645              | 34.210                    |
| Ontario                  | 582.019             | 38,00       | 45.456              | 43.847                    |
| Québec                   | 298.157             | 19,47       | 38.717              | 37.138                    |
| Prince Edward Island     | 4538                | 0,30        | 32.741              | 31.278                    |
| Saskatchewan             | 51.166              | 3,34        | 51.325              | 45.718                    |
| Nordwest-Territorien     | 4580                | 0,30        | 107.511             | 97.923                    |
| Nunavut                  | 1371                | 0,09        | 44.083              | 39.383                    |
| Yukon                    | 1687                | 0,11        | 54.419              | 51.154                    |

## Kennzahlen
Verschiedene makroökonomische Indikatoren der kanadischen Wirtschaft von 1980 bis 2021. Alle Werte sind in US-Dollar nach Kaufkraftparität angegeben. Inflation unter zwei Prozent ist mit einem grünen Pfeil markiert.
| Jahr | BIP (in Mrd. US-Dollar) | BIP pro Kopf (in US-Dollar) | BIP Wachstum (real) | Inflationsrate (in Prozent) | Arbeitslosenquote (in Prozent) | Staatsverschuldung (in % des BIP) |
| ---- | ----------------------- | --------------------------- | ------------------- | --------------------------- | ------------------------------ | --------------------------------- |
| 1980 | 288,7                   | 11.798                      | ▲2,2 %              | ▲10,2 %                     | 7,5 %                          | 44,6 %                            |
| 1981 | ▲327,1                  | ▲13.197                     | ▲3,5 %              | ▲12,5 %                     | ▲7,6 %                         | ▲46,1 %                           |
| 1982 | ▲336,2                  | ▲13.405                     | ▼−3,2 %             | ▲10,8 %                     | ▲11,1 %                        | ▲51,7 %                           |
| 1983 | ▲358,5                  | ▲14.150                     | ▲2,6 %              | ▲5,8 %                      | ▲12,0 %                        | ▲57,2 %                           |
| 1984 | ▲393,4                  | ▲15.380                     | ▲5,9 %              | ▲4,3 %                      | ▼11,4 %                        | ▲60,2 %                           |
| 1985 | ▲425,0                  | ▲16.466                     | ▲4,7 %              | ▲4,0 %                      | ▼10,5 %                        | ▲65,2 %                           |
| 1986 | ▲442,9                  | ▲16.990                     | ▲2,1 %              | ▲4,2 %                      | ▼9,6 %                         | ▲69,3 %                           |
| 1987 | ▲472,3                  | ▲17.893                     | ▲4,1 %              | ▲4,4 %                      | ▼8,8 %                         | ▲69,8 %                           |
| 1988 | ▲510,6                  | ▲19.085                     | ▲4,4 %              | ▲4,0 %                      | ▼7,8 %                         | ▼69,7 %                           |
| 1989 | ▲542,9                  | ▲19.948                     | ▲2,3 %              | ▲5,0 %                      | ▼7,5 %                         | ▲71,0 %                           |
| 1990 | ▲564,1                  | ▲20.415                     | ▲0,2 %              | ▲4,8 %                      | ▲8,2 %                         | ▲73,7 %                           |
| 1991 | ▲571,0                  | ▼20.403                     | ▼−2,1 %             | ▲5,6 %                      | ▲10,3 %                        | ▲81,7 %                           |
| 1992 | ▲589,3                  | ▲20.806                     | ▲0,9 %              | ▲1,5 %                      | ▲11,2 %                        | ▲88,2 %                           |
| 1993 | ▲619,3                  | ▲21.616                     | ▲2,7 %              | ▲1,9 %                      | ▲11,4 %                        | ▲94,7 %                           |
| 1994 | ▲661,0                  | ▲22.824                     | ▲4,5 %              | ▲0,2 %                      | ▼10,4 %                        | ▲97,5 %                           |
| 1995 | ▲693,0                  | ▲23.682                     | ▲2,7 %              | ▲2,1 %                      | ▼9,5 %                         | ▲100,1 %                          |
| 1996 | ▲717,1                  | ▲24.252                     | ▲1,6 %              | ▲1,6 %                      | ▲9,6 %                         | ▲100,2 %                          |
| 1997 | ▲760,7                  | ▲25.470                     | ▲4,3 %              | ▲1,6 %                      | ▼9,1 %                         | ▼95,3 %                           |
| 1998 | ▲799,3                  | ▲26.532                     | ▲3,9 %              | ▲1,0 %                      | ▼8,3 %                         | ▼93,3 %                           |
| 1999 | ▲852,4                  | ▲28.069                     | ▲5,2 %              | ▲1,7 %                      | ▼7,6 %                         | ▼89,0 %                           |
| 2000 | ▲916,8                  | ▲29.915                     | ▲5,2 %              | ▲2,7 %                      | ▼6,8 %                         | ▼80,4 %                           |
| 2001 | ▲954,2                  | ▲30.811                     | ▲1,8 %              | ▲2,5 %                      | ▲7,2 %                         | ▲81,5 %                           |
| 2002 | ▲998,4                  | ▲31.888                     | ▲3,0 %              | ▲2,3 %                      | ▲7,7 %                         | ▼79,6 %                           |
| 2003 | ▲1.036,4                | ▲32.794                     | ▲1,8 %              | ▲2,8 %                      | ▼7,6 %                         | ▼75,9 %                           |
| 2004 | ▲1.097,1                | ▲34.390                     | ▲3,1 %              | ▲1,9 %                      | ▼7,2 %                         | ▼71,9 %                           |
| 2005 | ▲1.167,7                | ▲36.261                     | ▲3,2 %              | ▲2,2 %                      | ▼6,8 %                         | ▼70,6 %                           |
| 2006 | ▲1.235,5                | ▲37.981                     | ▲2,6 %              | ▲2,0 %                      | ▼6,3 %                         | ▼69,9 %                           |
| 2007 | ▲1.295,2                | ▲39.428                     | ▲2,1 %              | ▲2,1 %                      | ▼6,1 %                         | ▼66,9 %                           |
| 2008 | ▲1.333,3                | ▲40.159                     | ▲1,0 %              | ▲2,4 %                      | ▲6,2 %                         | ▲67,9 %                           |
| 2009 | ▼1.302,5                | ▼38.788                     | ▼−2,9 %             | ▲0,3 %                      | ▲8,4 %                         | ▲79,3 %                           |
| 2010 | ▲1.358,9                | ▲40.018                     | ▲3,1 %              | ▲1,8 %                      | ▼8,1 %                         | ▲81,2 %                           |
| 2011 | ▲1.430,8                | ▲41.716                     | ▲3,1 %              | ▲2,9 %                      | ▼7,6 %                         | ▲81,8 %                           |
| 2012 | ▲1.468,1                | ▲42.351                     | ▲1,8 %              | ▲1,5 %                      | ▼7,4 %                         | ▲85,4 %                           |
| 2013 | ▲1.554,1                | ▲44.360                     | ▲2,3 %              | ▲0,9 %                      | ▼7,1 %                         | ▲86,1 %                           |
| 2014 | ▲1.621,4                | ▲45.812                     | ▲2,9 %              | ▲1,9 %                      | ▼7,0 %                         | ▼85,6 %                           |
| 2015 | ▲1.642,8                | ▲44.703                     | ▲0,7 %              | ▲1,1 %                      | ▼6,9 %                         | ▲91,2 %                           |
| 2016 | ▲1.678,4                | ▲45.884                     | ▲1,0 %              | ▲1,4 %                      | ▲7,1 %                         | ▲91,8 %                           |
| 2017 | ▲1.776,9                | ▲48.688                     | ▲3,0 %              | ▲1,6 %                      | ▼6,4 %                         | ▼88,9 %                           |
| 2018 | ▲1.869,8                | ▲50.532                     | ▲2,8 %              | ▲2,3 %                      | ▼5,9 %                         | ▬88,9 %                           |
| 2019 | ▲1.939,0                | ▲51.653                     | ▲1,9 %              | ▲1,9 %                      | ▼5,8 %                         | ▼87,2 %                           |
| 2020 | ▼1.859,7                | ▼48.947                     | ▼−5,2 %             | ▲0,7 %                      | ▲9,6 %                         | ▲117,8 %                          |
| 2021 | ▲2.025,0                | ▲52.973                     | ▲4,5 %              | ▲3,4 %                      | ▼7,4 %                         | ▼112,9 %                          |

## Freihandelsabkommen
Zurzeit sind folgende Freihandelsabkommen in Kraft:
- Nordamerikanisches Freihandelsabkommen (USA und Mexiko, seit 1994)
- Israel (seit 1997)
- Chile (seit 1997)
- Costa Rica (seit 2002)
- EFTA (Island, Norwegen, Schweiz und Liechtenstein, seit 2008)
- Andengemeinschaft (Peru (seit 2009), Kolumbien (seit 2011))
- Jordanien (seit 2012)
- Panama (seit 2013)
- EU-Europa: Comprehensive Economic and Trade Agreement, CETA (seit 2017)[23]

Laufende Verhandlungen über Freihandelsabkommen:
- Südkorea
- Dominikanische Republik
- Singapur
- Karibische Gemeinschaft
- Guatemala, El Salvador, Honduras und Nicaragua
- Amerikanische Freihandelszone
- Ukraine
- Japan
- China